# Thừa Càn cung
Thừa Càn cung  (chữ Hán: 承乾宫; tiếng Anh: Palace of Heavenly Grace) là một trong sáu cung điện thuộc thuộc Đông lục cung, nằm trong khuôn viên của hậu cung tại Tử Cấm Thành, Bắc Kinh. "Thừa Càn" có ý nghĩa là "Thừa Thụ Long Ân" (承受龙恩), tức là nhận được ơn của thiên tử, Càn (乾) có nghĩa là bầu trời, chỉ thiên tử.  

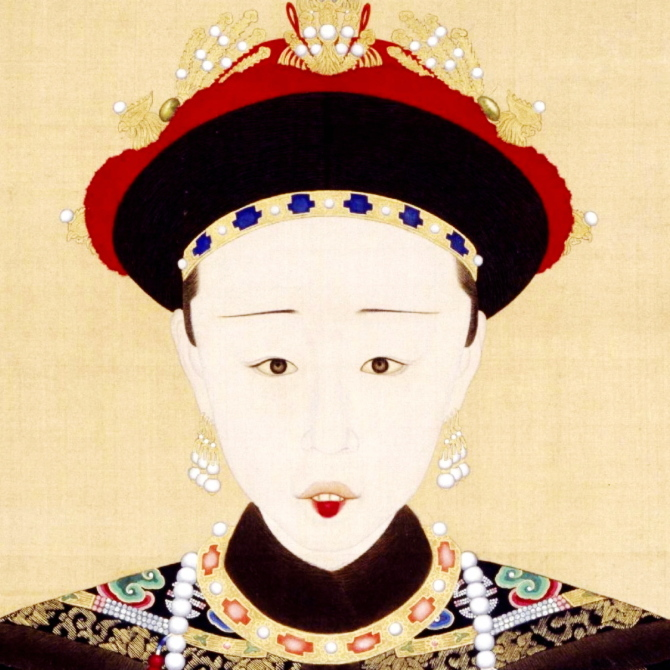
Hiếu Toàn Thành Hoàng hậu Nữu Hỗ Lộc thị

Trong lịch sử, Thừa Càn cung nổi tiếng là cung điện xa hoa tráng lệ, khí độ phi phàm, thường được dùng làm nơi cư ngụ của các hậu phi rất được sủng ái hoặc có địa vị cao. 

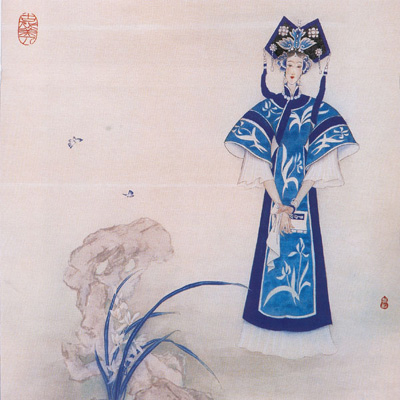
Hiếu Hiến Đoan Kính hoàng hậu - Hoàng quý phi Đổng Ngạc thị

## Lịch sử
Thừa Càn cung được xây dựng vào triều Minh năm Vĩnh Lạc thứ 18 (năm 1420), ban đầu có tên gọi [ Vĩnh Ninh cung; 永甯宫]. Năm Sùng Trinh thứ năm (1632),  mới đổi thành Thừa Càn cung. Tên gọi " Thừa Càn" được lấy từ câu [ thừa kế hoàng nghiệp, thống lĩnh càn khôn (承继皇业，总领乾坤]. Năm Thuận Trị thứ mười hai (năm 1655) trùng tu, năm Đạo Quang thứ mười hai (năm 1832) tu sửa.
Cùng với Dực Khôn cung, Thừa Càn cung nổi tiếng là nơi sủng hậu, sủng phi cư ngụ. Minh triều mặc định nơi đây là Quý phi cung (貴妃宫). Thanh triều Càn Long đã từng ban thưởng [12 bức Cung huấn đồ] cho hậu phi ở Đông-Tây Lục cung, và Thừa Càn cung được ban bức [ Từ phi trực gián đồ] họa lại Từ Huệ Hiền phi thời Đường Thái Tông, trung liệt can gián Hoàng đế, phân tích việc chinh phạt thường niên tiêu tốn quốc khố, nên cắt giảm việc thổ mộc, xây dựng cung điện, là tấm gương sáng cho muôn đời. Đồng thời ngự bút biển, ban bốn chữ [Đức Thành Nhu Thuận].
Ngày nay, Thừa Càn cung và Vĩnh Hòa cung được dùng làm nơi lưu trữ các bảo vật bằng đồng của Cố cung bác vật viện Bắc Kinh.

## Kiến trúc
1. [Thừa Càn môn; 承乾門]: Cổng chính của Thừa Càn cung, nằm ở hướng Bắc, quay mặt về hướng Nam.
2. [Thừa Càn cung chính điện; 承乾宫正殿]:  Rộng 5 gian, lợp ngói hoàng lưu ly, dưới mái hiên trang trí [Đấu củng; 斗拱]. Xà nhà làm bằng gỗ phương, trang trí các hoa văn, tranh vẽ. Bên trong có treo biển " Đức thành nhu nhuận" do chính Càn Long ngự bút.
3. [Trinh Thuận trai; 貞順 齋]
4. [Minh Đức đường; 明德堂]
5. Đông điện (東殿) và Tây điện (西殿) nằm ở 2 bên Đông Tây, mỗi điện gồm có 3 gian, gian giữa đặt cửa ra vào đều lợp ngói hoàng lưu ly.
6. Hậu điện (后殿)
7. Tỉnh đình (井亭)

## Hậu phi từng cư trú
1. Minh triều Sùng Trinh Hoàng đế Cung Thục Hoàng quý phi Điền thị. Bà nổi tiếng là sủng phi đương thời của Sùng Trinh đế, cùng Hiếu Tiết Liệt hoàng hậu nhiều lần tranh chấp. Sinh thời và hoăng thệ đều ở Thừa Càn cung.
2. Thanh triều Thuận Trị Hoàng đế Hiếu Hiến Đoan Kính Hoàng hậu Đổng Ngạc thị, chủ nhân nổi tiếng nhất của Thừa Càn cung, là Hoàng quý phi đầu tiên của Thanh triều, đệ nhất sủng phi của Thuận Trị Đế.
3. Thanh triều Khang Hi Hoàng đế Hiếu Ý Nhân Hoàng hậu Đông Giai thị, em họ của Khang Hi đế, chính cung Hoàng hậu thứ ba. Đương thời Khang Hi đế đối với bà tình cảm cực kì sâu đậm.
4. Thanh triều Càn Long Hoàng đế Hiếu Hiền Thuần Hoàng hậu Phú Sát thị, Nguyên phối Hoàng hậu. Thời điểm Thanh Thế Tông Ung Chính băng hà, Hoàng hậu đã từng ở Thừa Càn cung một thời gian chịu tang.
5. Thanh triều Càn Long Hoàng đế Du Quý phi Hải thị, thân mẫu của vị hoàng tử mà Càn Long sủng ái nhất, Vinh Thuần Thân vương Vĩnh Kỳ. Về nơi ở của Du Quý phi, có nhiều tài liệu ghi chép lại không đồng nhất. Theo chính sử, Quý phi hạ sinh Ngũ a ca Vĩnh Kỳ ở Vĩnh Hòa cung, nên có thể Quý phi từng sống ở cung điện này trước đó[1]. Cũng có nhiều tài liệu ghi lại khi thụ phong Thường tại,  bà từng ở cùng cung với Uyển Quý phi Trần thị, tức là Diên Hi cung[2]. Tuy nhiên, theo biểu hiện một lần hoạt động của việc Tăng Ni cúng bái vào năm Càn Long thứ mười, tất cả cung sắp xếp là: Trường Xuân cung, Dực Khôn cung, Cảnh Nhân cung, Vĩnh Hòa cung, Thừa Càn cung. Mà hồ sơ trong nội cung sắp xếp là: Hoàng hậu Phú Sát thị, Nhàn Quý phi Na Lạp thị, Thuần Quý phi Tô thị, Gia phi Kim thị và Du phi Hải thị. Bởi vậy rất có thể Du Quý phi cư trú tại Thừa Càn cung.
6. Thanh triều Càn Long Hoàng đế Thư phi Diệp Hách Na Lạp thị.
7. Thanh triều Càn Long Hoàng đế Dự phi Bát Nhĩ Tế Cát Đặc thị, đặc xưng Ngạch Nhĩ Khắc phi, rất được Càn Long sủng ái.
8. Thanh triều Càn Long Hoàng đế Cung tần Lâm thị.
9. Thanh triều Đạo Quang Hoàng đế Hiếu Toàn Thành Hoàng hậu Nữu Hỗ Lộc thị, chính cung hoàng hậu thứ hai. Bà cùng Kế Hoàng hậu là hai vị Nhiếp cung lục sự Hoàng quý phi duy nhất của Thanh triều.
10. Thanh triều Hàm Phong Hoàng đế Vân tần Vũ Giai thị, tiềm để thị thiếp.